# Індія на зимових Олімпійських іграх 2006
Індія на зимових Олімпійських іграх 2006 у Турині була представлена 4 спортсменами (трьома чоловіками та одною жінкою) в 3 видах спорту. Прапороносцем на церемонії відкриття Олімпіади стала єдина жінка гірськолижниця Нега Агуджа. Індія усьоме брала участь в зимовій Олімпіаді. Індійські спортсмени не здобули жодних медалей.

## Спортсмени
| Вид спорту          | Чоловіки | Жінки | Всього |
| ------------------- | -------- | ----- | ------ |
| Гірськолижний спорт | 1        | 1     | 2      |
| Лижні перегони      | 1        | 0     | 1      |
| Санний спорт        | 1        | 0     | 1      |
| Всього              | 3        | 1     | 4      |

## Гірськолижний спорт
У гірськолижному спорті Індію представляти два спортсмени. Нега Агуджа стала 42-ю у гігантському слаломі (вона стала передостанньою серед лижниць, що фінішували, а всього брало участь 65 спортсменок). У жіночому слаломі вона зайняла останню 51-у сходинку, серед тих хто фінішував (серед 64 учасниць). Лижник Гіра Лал змагався лише у гігантському слаломі, але не досяг фінішу у першому заїзді.
| Спортсмен   | Дисципліна                    | 1-й спуск    | 1-й спуск    | 2-й спуск    | 2-й спуск    | Сума         | Сума         |
| Спортсмен   | Дисципліна                    | Час          | Місце        | Час          | Місце        | Час          | Місце        |
| ----------- | ----------------------------- | ------------ | ------------ | ------------ | ------------ | ------------ | ------------ |
| Нега Агуджа | гігантський слалом (жінки)    | 1:15.59      |              | 1:25.72      |              | 2:41.31      | 42           |
| Нега Агуджа | слалом (жінки)                | 55.45        |              | 1:00.71      |              | 1:56.16      | 51           |
| Гіра Лал    | гігантський слалом (чоловіки) | не фінішував | не фінішував | не фінішував | не фінішував | не фінішував | не фінішував |

## Лижні перегони
Один індійський лижник змагався в одній дисципліні. Багадур Гупта у спринті завершив змагання на стадії кваліфікації, фінішувавши на 78 сходинці серед 80-ти учасників.
| Спортсмен     | Дисципліна        | Кваліфікація | Кваліфікація | Чвертьфінал | Чвертьфінал | Півфінал   | Півфінал   | Фінал      | Фінал |
| Спортсмен     | Дисципліна        | Час          | Місце        | Час         | Місце       | Час        | Місце      | Час        | Місце |
| ------------- | ----------------- | ------------ | ------------ | ----------- | ----------- | ---------- | ---------- | ---------- | ----- |
| Багадур Гупта | спринт (чоловіки) | 2:43.30      | 78           | не пройшов  | не пройшов  | не пройшов | не пройшов | не пройшов | 78    |

## Санний спорт
Індійський саночник Шива Кешаван утретє поспіль брав участь у зимовій Олімпіаді. В змаганнях з одномісних санів він посів 25-е місце серед 36 учасників.
| Спортсмен    | Дисципліна               | Спуск 1 | Спуск 1 | Спуск 2 | Спуск 2 | Спуск 3 | Спуск 3 | Спуск 4 | Спуск 4 | Разом    | Разом |
| Спортсмен    | Дисципліна               | Час     | Місце   | Час     | Місце   | Час     | Місце   | Час     | Місце   | Час      | Місце |
| ------------ | ------------------------ | ------- | ------- | ------- | ------- | ------- | ------- | ------- | ------- | -------- | ----- |
| Шива Кешаван | чоловіки, одномісні сани | 53.729  |         | 52.972  |         | 52.696  |         | 52.540  |         | 3:31.937 | 25    |